# Siaugues-Sainte-Marie
Siaugues-Sainte-Marie es una comuna francesa situada en el departamento de Alto Loira, en la región de Auvernia-Ródano-Alpes.

## Demografía
| 1145 | 1099 | 1012 | 954 | 832 | 798 | 800 |
| Para los censos de 1962 a 1999 la población legal corresponde a la población sin duplicidades (Fuente: INSEE [Consultar]) |      |      |     |     |     |     |